# Distretto di Vilcas Huamán
Il distretto di Vilcas Huamán è uno degli otto distretti della provincia di Vilcas Huamán, in Perù. Si trova nella regione di Ayacucho e si estende su una superficie di 216,89 chilometri quadrati.

Istituito il 1 febbraio 1944, ha per capitale la città di Vilcas Huamán; nel censimento del 2005 contava 8.406 abitanti.